# Ошеть (Кировская область)
Ошеть — село в Сунском районе Кировской области в составе Большевистского сельского поселения. Родовое гнездо русских живописцев Виктора и Аполлинария Васнецовых

## География
Находится на расстоянии примерно 17 км на север по прямой от районного центра поселка Суна.

## История
Впервые упоминается в 1702 году как Спасский Ошетский погост в переписи вотчин Хлыновского Успенского Трифонова монастыря, где упомянута «деревня против нового Спаского Ошетцкого погоста за логом, что словёт Киселёвское займище». Таким образом, село возникло вокруг Спасской церкви на землях монастыря. Каменная Спасская церковь была построена в 1747—1753 годах. В 1710 году учтено 5 дворов и 13 душ, в 1764 — 49 жителей. В 1873 году отмечено дворов 17 и жителей 101, в 1905 6 и 30, в 1926 24 и 69, в 1950 34 и 73 соответственно. В 1989 оставалось 18 жителей.
Поскольку до 2023 года датой образования села ошибочно считался 1690 год, Сельская Дума Большевистского сельского поселения приняла специальное решение от 22 декабря 2023 года № 48 «Об утверждении даты образования с. Ошеть Сунского района Кировской области». 11 января 2024 года это Решение вступило в силу.

## Население
Постоянное население составляло 34 человека (русские 91 %) в 2002 году, 21 в 2010, 12 человек в 2023 году.